# Rocca Savella

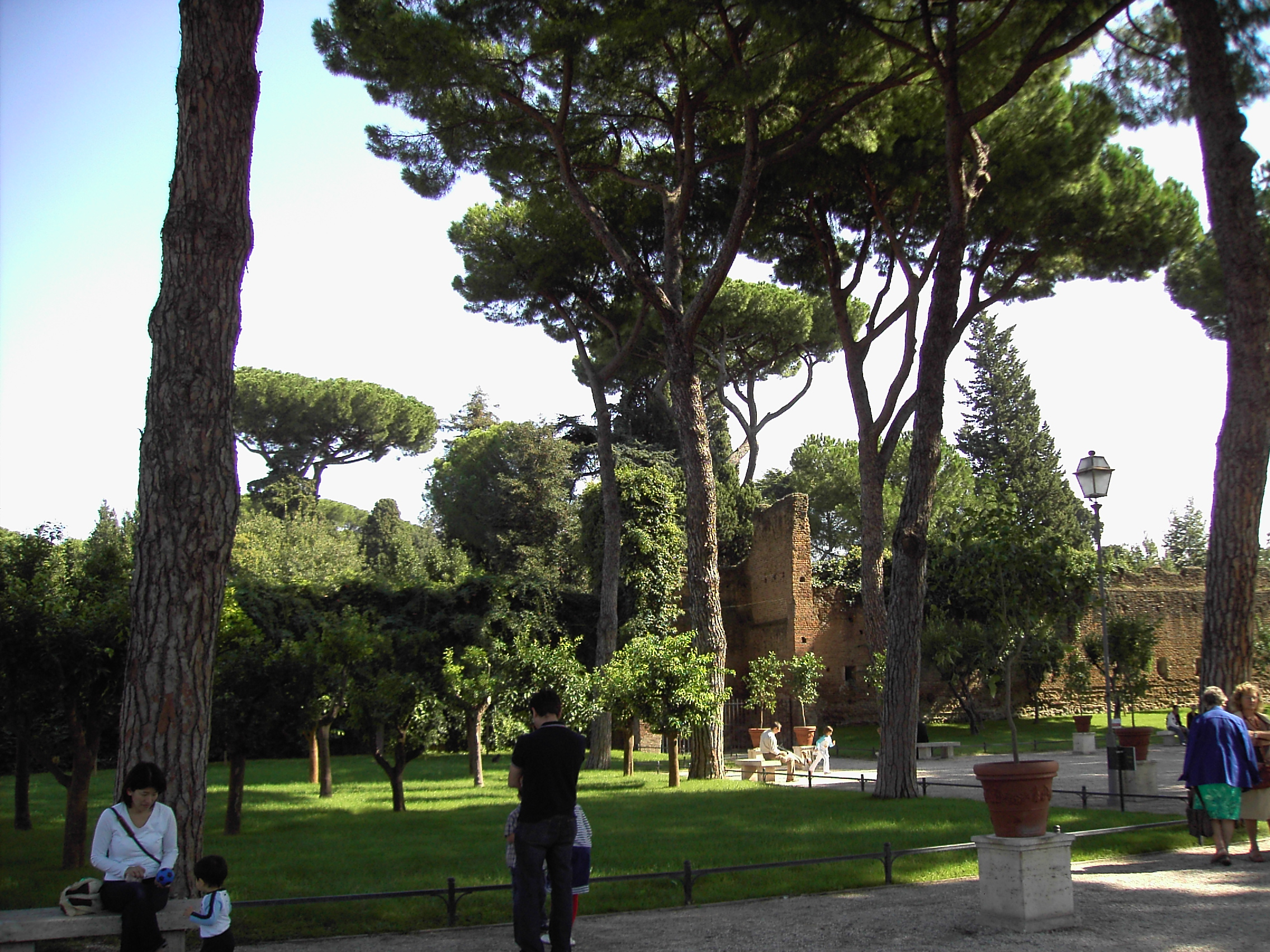
Vista do Giardino degli Aranci com as ruínas da Rocca no fundo.

Rocca Savella era uma fortaleza localizada no monte Aventino onde hoje está o atual Giardino degli Aranci, no Clivo di Rocca Savella, no rione Ripa de Roma. Seu nome é uma referência à família Savelli, uma das mais poderosas famílias romanas no século XIII.

## História

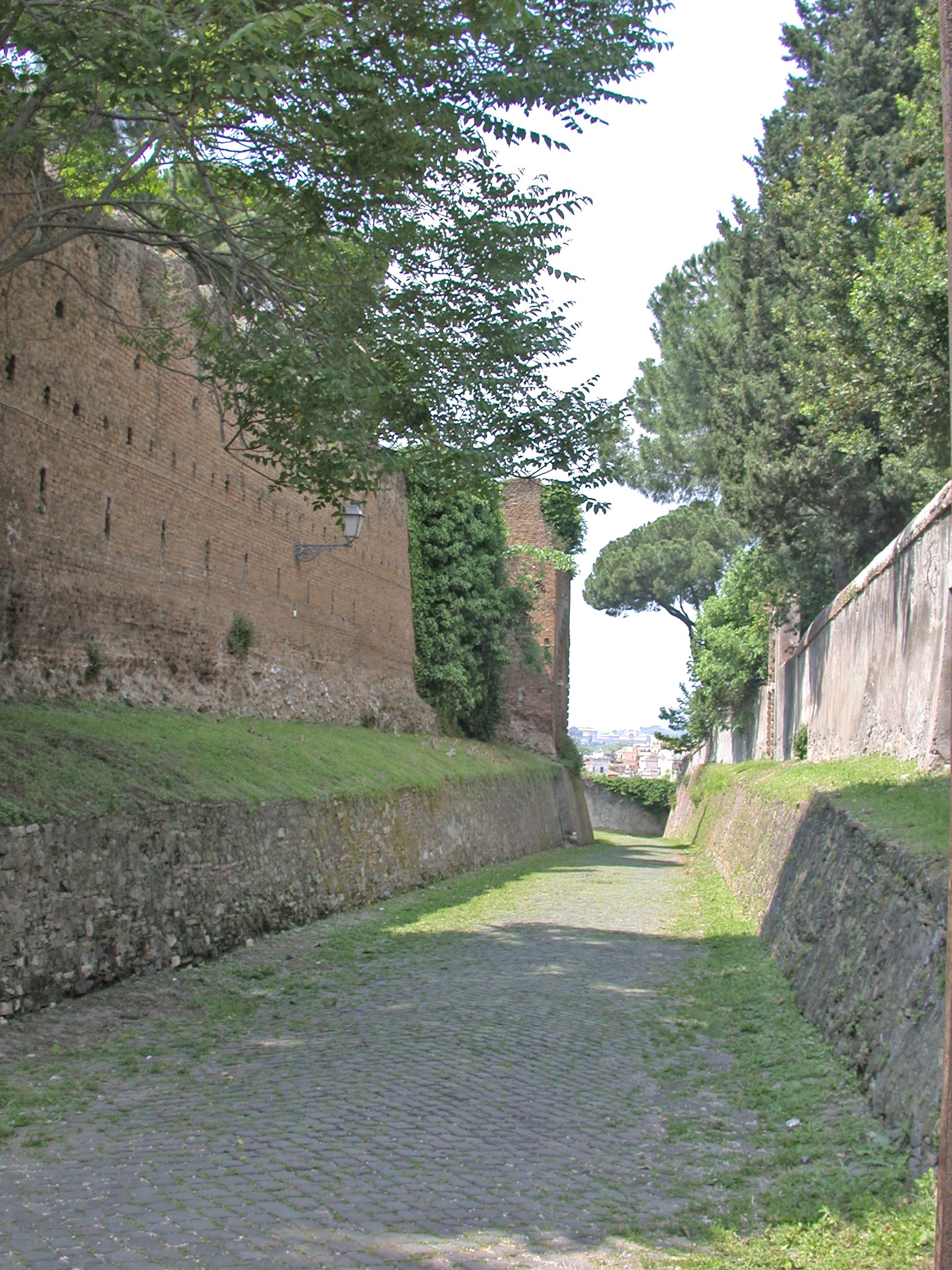
Vista da muralha no entorno do moderno Giardino no Clivo di Rocca Savella.

Por volta do ano 1000, o monte Aventino foi transformado numa fortaleza por causa das incessantes guerras entre as famílias nobres romanas e, no final do século XV, era propriedade da família Savelli. A construção da fortaleza foi iniciada provavelmente por Cencio Savelli — conhecido também como Cencio Camerario e por ter sido papa com o nome de Honório III — e prosseguiu durante todo o século XIII: as diversas estruturas fortificadas chegavam até a moderna Via Marmorata, cercando todo o complexo de Santa Sabina. O papa Honório IV Savelli preferia realizar sua corte ali, protegido pela fortaleza de sua família. Durante todo este período, o complexo foi habitado por monges dominicanos.
A fortaleza controlava a passagem pela Ponte Santa Maria (a Ponte Rotto) e a estrada de acesso ao Aventino a partir do Tibre, conhecida atualmente com o nome de Clivo di Rocca Savelli, mas chamada na época de Vicolo di Santa Sabina (porque levava até a basílica de Santa Sabina). Do castelo propriamente dito, resta apenas a muralha, construída com pequenos tijolos de tufo e dotada de torres quadradas dispostas em intervalos regulares. 
O bispo Mario Rufini adquiriu o local em 1548 e o deixou como herança para Alessandro Rufini, também bispo, que alugou-o para Cristoforo Cenci. Em 1579, Mutio Vittozi se tornou proprietário e já no ano seguinte a vendeu para o nobre Mario Capizucchi. Finalmente, em 1616, o cardeal Domenico Ginnasi adquiriu a propriedade por 2 750 escudos, que continuaram proprietários até pelo menos 1780.

### Giardino degli Aranci

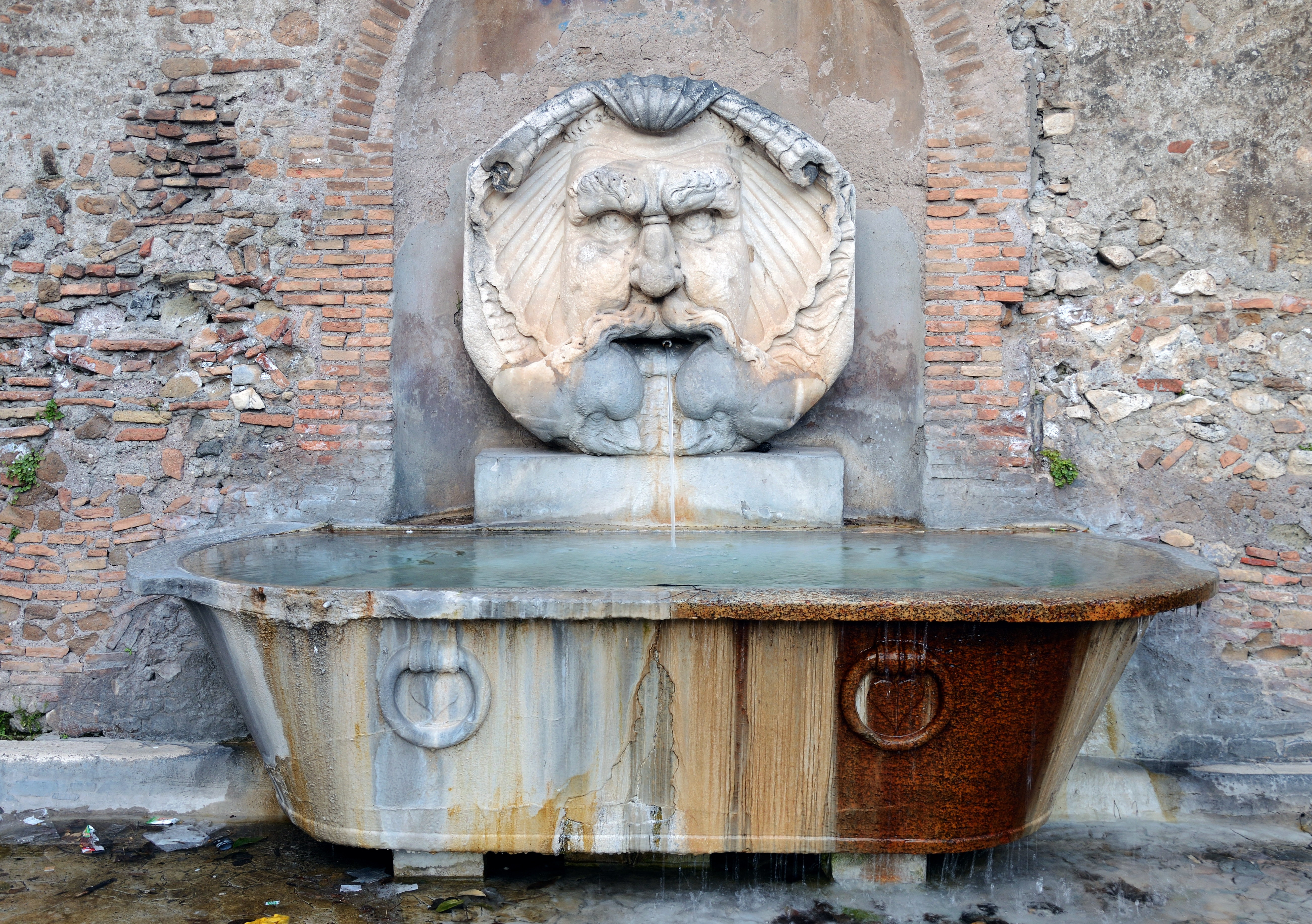
A fonte na muralha da Rocca.

A fortificação deixou de servir ao seu propósito inicial por volta do século XVI e foi desmantelada pelo papa Sisto V (r. 1585-1590) para garantir que as antigas batalhas entre as famílias de Roma ou contra o papa seriam revividas. O local foi transformado num amplo jardim cercado pela muralha, mas a região, por conta de sua posição estratégica, não perdeu completamente a sua vocação bélica: ela foi utilizada pelos romanos durante a defesa da República Romana de 1849 para posicionar seus canhões no ataque às milícias francesas posicionadas na Porta San Pancrazio. O moderno parque, conhecido também como Parco Savelli, foi criado em 1932 com base num projeto de Raffaele De Vico e é chamado Giardino degli Aranci por causa da presença de vários pés de laranja-azeda, conhecida em italiano como aranci amari. Dali se tem uma das mais belas vistas da cidade de Roma na capital italiana.
É famosa uma fonte que fica encostada no muro do Giardino, do lado direito do portal de entrada. Ela foi reconstruída em 1936 por ordem de Antonio Muñoz reunindo uma bela bacia termal romana de granito egípcio e um mascarão que originalmente ficava no Campo Vaccino (o Fórum Romano antes das escavações modernas) decorando uma outra bacia de granito amarelo que servia de bebedouro para o gado. Quando, na primeira metade do século XIX, a fonte foi desmontada, a bacia foi transferida pelo papa Pio VII para "Montecavallo" (a moderna Piazza del Quirinale) para decorar a moderna fonte dos Dióscuros enquanto que o mascarão foi transferido uns dois anos depois para o centro de um terraço localizado acima do Porto Leonino para decorar uma modesta fonte-sarcófago. Obra do barroco romano, foi criado em 1593 pelo escultor Bartolomeo Bassi com base num desenho de Giacomo della Porta. Em 1897, por conta das obras de construção dos muros de contenção nas margens do Tibre, ele foi desmontado novamente e transferido para o depósito de obras de arte da Comuna de Roma; em 1936 ele foi finalmente levado para a posição atual, afixado num nicho de tijolos escavado no muro.

#### Villa Balestra
O portal de ingresso ao Giardino, situado na Piazza Pietro d'Illiria, é o antigo portal da Villa Balestra, transportado para ali em 1937. A villa, localizada na Via Flaminia e conhecida também como Palazzina di Pio IV, foi construída pelo papa Pio IV por Pirro Ligorio em 1561. Mais tarde, passou para a família Colonna e foi adquirida por Giuseppe Balestra nos primeiros anos do século XX. Assim como vários outros edifícios na região (como o Palazzetto Altemps), foi demolida durante as obras de alargamento da Via Flaminia.